# Deimos Racing
Deimos Racing, född 10 maj 2013 på Stånga Gotland, är en svensk varmblodig travhäst. Han tränades åren 2015–2018 av Svante Båth och kördes av Erik Adielsson. Han avslutade karriären i Italien hos tränare Erik Bondo och kördes där av Enrico Bellei.
Deimos Racing tävlade åren 2015–2020. Han var obesegrad i samtliga felfria lopp fram till och med karriärens nionde start. Han sprang in totalt 7,8 miljoner kronor på 70 starter varav 17 segrar, 5 andraplatser och 15 tredjeplatser. Han tog karriärens största segrar i Svenskt Trav-Kriterium (2016) och Gran Premio Duomo (2020). Han segrade även i Kriterierevanschen (2016). Han kom på andraplats i Konung Gustaf V:s Pokal (2017) och Gran Premio Campionato Europeo (2018) samt på tredjeplats i Norrlands Grand Prix (2017).
Han utsågs till "Årets 3-åring" (2016) vid Hästgalan.